# Demokratična zveza južnih Slovanov
Demokratična zveza južnih Slovanov je družbena organizacija južnih Slovanov na Madžarskem.
Demokratična zveza južnih Slovanov (DZJS) se je razvila iz Antifašistične fronte Južnih Slovanov, ki so jo organizirali po koncu druge svetovne vojne na Madžarskem in je poleg srbskega, hrvaškega in slovenskega prebivalstva združevala tudi prebivalce slovaške narodnosti. Organizacijske in programske temelje DZSJ so položili na ustanovnem kongresu oktobra 1947.
Skozi desetletja po ustanovitvi je zveza prešla različne faze delovanja. Temelni cilj pa je bil vseskozi kulturno-politično-organizacijsko ter informativno-vzgojno delo ter spodbujanje uveljavitve narodstnih pravic.
Tedensko glasilo DZJS so Narodne novine - Ljudski list, ki je za Slovence v Porabju do sredine osemdesetih let dvajsetega stoletja izhajal na eni, nato pa treh straneh v slovenščini. Med njenimi rednimi izdajami je bil tudi Narodni kalendar, ki je imel prilogo v slovenskem jeziku; od leta 1986 dalje pa izhaja poseben Slovenski koledar. V zadnjih letih pa je DZJS razvila še leposlovno, kulturno, zgodovinsko in narodopisno publicistično dejavnost.